# Epiacanthus semifuscus
Epiacanthus semifuscus är en insektsart som beskrevs av Victor Ivanovitsch Motschulsky 1866. Epiacanthus semifuscus ingår i släktet Epiacanthus och familjen dvärgstritar. Inga underarter finns listade i Catalogue of Life.